# ЖФК „Локомотив“ (Стара Загора)
ЖФК „Локомотив“ (Стара Загора) е женски футболен отбор от град Стара Загора. Отборът е основан през 1989 година и три пъти е печелил шампионата на България. Първата титла на отбора е от сезон 1991 – 92. Малко след това тимът е разформирован както много други отбори от българския женски футбол.
Клубът е реоснован отново през 2018 година. Малко след това през сезоните 2021 – 22 и 2022 – 23 става шампион на страната, като прекъсва хегемонията на ФК „НСА“ (София), който има 17 поредни титли.
През сезон 2022 за първи път отборът се класира в квалификациите за женската шампионска лига на УЕФА.

## Успехи
Женско първенство на България по футбол
- Шампиони (3): 1991 – 92, 2021 – 22; 2022 – 23